# Смирнов, Сергей Александрович (военный)
 Сергей Александрович Смирнов (1892—1969) — комбриг (1935), генерал-майор (04.06.1940), генерал-лейтенант(17.01.1944).
Русский, из служащих. Место рождения: Московская обл., Зарайский р-н, с. Горки.
Окончил 2 курса Петроградской духовной академии (1915) и ускоренный курс Владимирского военного училища (1915), КУВНС (Курсы усовершенствования высшего начальствующего состава) при ВА им. М. Фрунзе (1928).
В армии Российской империи — подпоручик (1915—1917).
В Красной Армии с июля 1919, участник Гражданской войны.
До 1 февраля 1928 г. — начальник штаба 2-й Приамурской стрелковой дивизии. После окончания Высших академических курсов (1928) — преподаватель Высших стрелково-тактических курсов «Выстрел», начальник сектора в Управлении высших военно-учебных заведений РККА, заместитель начальника, с 1940 г. и. о. начальника курсов «Выстрел».
С 9 августа 1941 по 1945 год начальник Высших офицерских курсов «Выстрел».
Заместитель начальника Военного института иностранных языков по учебной и научной работе (1947—1956).
Награждён орденами Ленина (21.02.1945), Красного Знамени (трижды — 16.11.1943, 22.02.1944, 15.11.1950), Отечественной войны I степени (17.03.1944).
Жил в Москве в доме 75 по Ленинградскому проспекту, известном как «Генеральский дом». После выхода в отставку активно занимался благоустройством двора, организовал пересадку туда яблоневых деревьев, которым угрожало уничтожение из-за строительных работ.
Похоронен на Головинском кладбище в Москве.

## Сочинения
- Тактика: Учебник для воен. школ РККА : Курс общий: Утв. Комиссией по учебникам при РВС СССР в качестве стабильного учебника для воен. школ РККА… / С. А. Смирнов ; Под ред. Р. Циффер. — Москва : Гос. воен. изд-во, 1933 (18 тип. треста «Полиграфкнига»). — 199 с. : ил.; 23х15 см.
- Тактика: Учебник для воен. школ РККА : Курс общий: Утв. Комиссией по учебникам при НКО СССР в качестве стабильного учебника для военных школ РККА… / С. А. Смирнов. — 2-е изд., испр. — Москва: Воениздат. 1934. — 224 с. : ил.; 23х16 см.
- Тактика: Учебник для воен. школ РККА. Курс общ: Утв. Комиссией по учебникам при НКО СССР / С. А. Смирнов ; Под ред. Р. С. Циффер. — 3-е изд., испр. и доп. — Москва: Воениздат. 1935. — 232 с. : ил.; 23х15 см.